# Atok
Atok é um município de  quarta classe de renda municipal (d) na província Benguet, nas Filipinas. De acordo com o censo de 1 de maio  de  2020 possui uma população de 19 218 pessoas e 4 736 domicílios.